# Vordingborg
Vordingborg é um município da Dinamarca, localizado na região sul, no condado de Storstrom.
O município tem uma área de 176 km² e uma  população de 20 226 habitantes, segundo o censo de 2003.